# Inagawa-kai

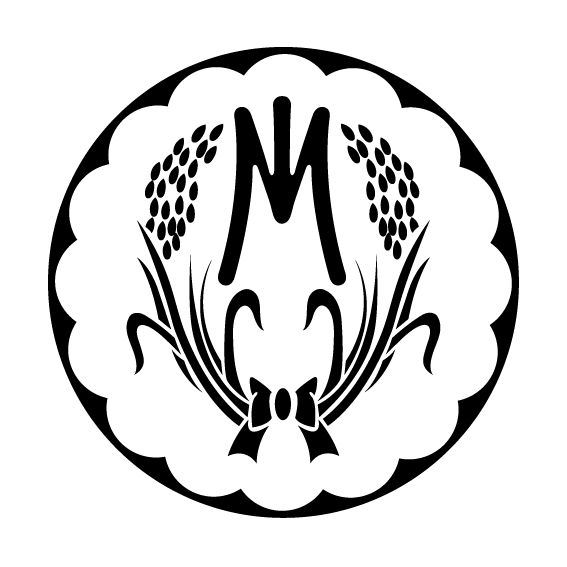
Mon degli Inagawa-kai

Gli Inagawa-kai (稲川会?) sono il terzo gruppo criminale più grande della Yakuza con approssimativamente 5.000 membri.
Ha origine e opera nella regione di Kantō, e fu una delle prime organizzazioni di Yakuza a incominciare a operare oltremare.
Furono fondati a Yokohama nel 1945 da Kakuji Inagawa. Molti dei suoi membri provenivano dal Bakuto, tradizionale gioco d'azzardo, che fu anche la principale fonte di guadagni del gruppo.
Ha successivamente esteso i suoi interessi nella droga, nell'estorsione e nella prostituzione.

## Capi
- 1° kaicho: Seijo Inagawa (Nome vero: Kakuji Inagawa)
- 2° kaicho: Takamasa Ishii (Nome vero: Susumu Ishii)
- 3° kaicho: Yūkō Inagawa (Nome vero: Toi Inagawa)
- 4° kaicho: Yoshio Tsunoda